# LouiVos
Jessmaine Nuengi (Kinshasa, 4 augustus 1990), beter bekend onder zijn artiestennaam LouiVos, is een Nederlands rapper.

## Levensloop
Nuengi begon zijn carrière als rapper in 2011 onder de naam Louis. Hij bracht verschillende singles uit met de artiesten van het platenlabel Wilde Westen, zoals Nieuwe sim, Elektriciteit, Domme jongens en Marbella. Op 2 juni 2015 bracht Wilde Westen de mixtape 911 Survivors uit, waarop Nuengi ook te horen was. In 2016 bracht Nuengi samen met rapper Mula B de mixtape Drugs & Geld Vol. 1 uit, die maar liefst twintig tracks telde. In ditzelfde jaar heeft de rapper meerdere singles uitgebracht met artiesten zoals De Fellas, 3robi, Bizzey en Jonna Fraser.
Sinds begin 2017 is Nuengi begonnen met rappen onder zijn artiestennaam LouiVos, hij werkt vaak samen met mede-rappers Mula B en 3robi. In juli 2017 bracht Nuengi zijn eerst EP onder de naam Vostape Vol. 1: Congo Johnny Depp uit deze bereikte de zevende plek in de Album Top 100, hier bleef hij zeventien weken in staan. Tevens bracht Vos dit jaar verschillende nummers uit met onder meer MocroManiac, SBMG, Kempi en Kevin. Aan het einde van 2017 bracht Nuengi zijn tweede EP Vostape Vol. 2: Ik Chap die rappers in me eentje uit, deze behaalde de zesde positie in de Album Top 100.
Begin 2018 bracht Nuengi in samenwerking met Famke Louise de single Lit uit, deze behaalde de 16e plek in de Single Top 100. Ditzelfde jaar ging hij voor verschillende nummers de samenwerking aan met andere rappers zoals Bizzey, Lijpe en Hef. In juni 2018 bracht Vos de single Nog steeds met 3robi en Idaly uit. De single maakt deel uit van zijn debuutalbum Exotische Wapens dat de rapper uit heeft gebracht op 6 juli 2018.

## Discografie

### Albums
| Jaar | Album                                            | Vlag van Nederland | Vlag van Nederland | Vlag van België | Vlag van België | Opmerkingen |
| Jaar | Album                                            | 100                | Weken              | 200             | weken           | Opmerkingen |
| ---- | ------------------------------------------------ | ------------------ | ------------------ | --------------- | --------------- | ----------- |
| 2017 | Vostape Vol. 1: Congo Johnny Depp                | 7                  | 17                 | 112             | 2               | EP          |
| 2017 | Vostape Vol. 2: Ik Chap die rappers in me eentje | 6                  | 4                  | 77              | 2               | EP          |
| 2018 | Exotische Wapens                                 | 2                  | 15                 | 42              | 9               | debuutalbum |

### Singles
| Jaar | Act                                                                                     | Nummer                | Vlag van Nederland | Vlag van Nederland | Opmerkingen                |
| Jaar | Act                                                                                     | Nummer                | 100                | Weken              | Opmerkingen                |
| ---- | --------------------------------------------------------------------------------------- | --------------------- | ------------------ | ------------------ | -------------------------- |
| 2017 | LouiVos met Mula B                                                                      | Juice                 | 58                 | 3                  |                            |
| 2017 | LouiVos met Kingsize en 3robi                                                           | Sinds een puber       | 97                 | 1                  |                            |
| 2017 | LouiVos met Mula B en 3robi                                                             | Donnie Bankoe Barkie  | 64                 | 1                  |                            |
| 2017 | LouiVos met Webb                                                                        | Ex                    | 11                 | 17                 |                            |
| 2017 | LouiVos met Architrackz en Mula B                                                       | Gespend               | 63                 | 3                  |                            |
| 2017 | LouiVos                                                                                 | Streng                | -                  | -                  | Geen hitnotering           |
| 2017 | LouiVos met Bartofso en Mula B                                                          | Fransman              | 79                 | 1                  |                            |
| 2017 | LouiVos                                                                                 | David Beckham         | 93                 | 1                  |                            |
| 2017 | LouiVos                                                                                 | Meijers               | 85                 | 1                  |                            |
| 2017 | LouiVos met Rotjoch United, MocroManiac, Eves Laurent, Jozo, SBMG, Pietju Bell en Kempi | Appelsap 2017         | 76                 | 1                  |                            |
| 2017 | LouiVos met Zack Ink en 3robi                                                           | Where I Come From     | 78                 | 1                  |                            |
| 2017 | LouiVos met Kevin                                                                       | Gangland              | -                  | -                  | Geen hitnotering           |
| 2017 | LouiVos met Mula B, 3robi, Kingsize en Iliass                                           | Chap die Rappers      | 47                 | 1                  |                            |
| 2017 | LouiVos met 3robi en Mula B                                                             | Darbas                | 51                 | 2                  |                            |
| 2018 | LouiVos met Famke Louise                                                                | Lit                   | 16                 | 2                  | Tip in Vlaamse Ultratop 50 |
| 2018 | LouiVos met Mula B met Bizzey                                                           | Ewa                   | 25                 | 13                 |                            |
| 2018 | LouiVos met Lijpe                                                                       | Syrië                 | -                  | -                  | Geen hitnotering           |
| 2018 | LouiVos met Mula B                                                                      | Strand                | 97                 | 1                  |                            |
| 2018 | LouiVos met Ismo en Hef                                                                 | Niet gespeeld         | -                  | -                  | Geen hitnotering           |
| 2018 | LouiVos met 3robi en Idaly                                                              | Nog steeds            | 20                 | 6                  |                            |
| 2018 | LouiVos met Bizzey                                                                      | Zij wilt meer         | 93                 | 1                  |                            |
| 2018 | LouiVos met Mula B                                                                      | Homies tuchten        | 96                 | 1                  |                            |
| 2018 | LouiVos                                                                                 | Pony-pak              | 55                 | 1                  |                            |
| 2019 | LouiVos met Scarface en 3robi                                                           | You want it, I got it | tip 11             | 1                  |                            |
| 2019 | LouiVos met Iliass en Mula B                                                            | Mashaqil 2.0          | tip 16             | 1                  |                            |
| 2019 | LouiVos                                                                                 | Coca                  | 93                 | 1                  |                            |
| 2019 | LouiVos                                                                                 | Kikker                | 87                 | 1                  |                            |
| 2019 | LouiVos met Bartofso                                                                    | Black on black        | tip 12             | 1                  |                            |
| 2019 | LouiVos met Rich                                                                        | Money Power           | tip 20             | 1                  |                            |
| 2019 | LouiVos met Knaller                                                                     | Stack het             | tip 11             | 1                  |                            |
| 2019 | LouiVos met Diquenza                                                                    | Waggie Nieuw          | 57                 | 2                  |                            |
| 2019 | LouiVos met Bizzey, Kevin en Yung Felix                                                 | Mapima                | 27                 | 6                  |                            |
| 2019 | LouiVos met IliassOpDeBeat en Dopebwoy                                                  | Designers             | 20                 | 17                 |                            |
| 2019 | LouiVos met Mula B en Bizzey                                                            | Fast                  | 61                 | 1                  |                            |
| 2019 | LouiVos met LA$$A, Geechi en Frsh                                                       | Meisje                | 98                 | 1                  |                            |
| 2019 | LouiVos met Bartofso, Milo M, Jones Cruipy, Mula B en Webb                              | Kotazo                | 98                 | 1                  |                            |
| 2019 | LouiVos met Equalz                                                                      | Kaki                  | 57                 | 2                  |                            |
| 2019 | LouiVos met LA$$A, Frsh en Young Ellens                                                 | Spijker               | 74                 | 2                  |                            |
| 2019 | LouiVos met Priceless en Brasco                                                         | Balenciaga            | 96                 | 1                  |                            |
| 2020 | LouiVos met FMG                                                                         | Feestje               | 93                 | 2                  |                            |
| 2021 | LouiVos met Mula B en Trobi                                                             | Einstein              | 4                  | 17                 |                            |
| 2024 | LouiVos met Bartofso                                                                    | Verpest               | tip16              | —                  |                            |